# Driemond
Driemond è un quartiere nello stadsdeel di Amsterdam-Zuidoost, nella città di Amsterdam.